# Georg Ignaz Brock
Georg Ignaz Brock (* 15. Oktober 1746 in Würzburg; † 1. Februar 1821 ebenda) war ein deutscher Autor und Politiker. Er war von 1796 bis zu seinem Tod Erster Bürgermeister von Würzburg und satirischer Schriftsteller.

## Leben
Georg Ignaz Brock begann seine berufliche Karriere ab 1776 als Oberratsassessor, ab dem 27. Mai 1779 war er Stadtrat und ab 1802 Hofrat.
Ab 1796 wurde er Nachfolger von Georg Ferdinand Schönig (1741–1796) als Erster rechtskundiger Bürgermeister von Würzburg. Dieses Amt behielt er bis zu seinem Tod. Befreundet war er mit Rudolf Graf von Rechteren-Limpurg (1751–1842). 1804 drohte er Friedrich Koenig mit Abschiebung durch die Polizei, worüber sich Koenig beim bayerischen General-Landeskommissarius Friedrich Karl von Thürheim beklagte.
In den von Brock verfassten Xenien kommentierte er das Schicksal der Stadt Würzburg in napoleonischer Zeit auf satirische Art. Diese Schriftstücke sind verschollen.
Er war 44 Jahre bis zu seinem Tod mit Maria Susanna von Brock verheiratet.